# Port de Sant Miquel
La playa Port de Sant Miquel está situada en San Juan Bautista, en la parte norte de la isla de Ibiza, en la comunidad autónoma de las Islas Baleares, España.
Es una playa rodeada de hoteles y con ofertas de ocio como restaurantes, deportes náuticos, etc.